# Lecudina eunicae
Lecudina eunicae is een soort in de taxonomische indeling van de Myzozoa, een stam van microscopische parasitaire dieren. Het organisme komt uit het geslacht Lecudina en behoort tot de familie Lecudinidae. Lecudina eunicae werd in 1866 ontdekt door Lankester.